# Coupe de Tchéquie de football
La Coupe de Tchéquie de football est une compétition opposant les clubs de football de Tchéquie dans un tournoi à élimination directe. Elle est créée en 1993.

## Histoire
Les clubs de Bohême-Centrale, en particulier les équipes de Prague, empêchent longtemps la création d'une coupe nationale pour protéger leur propre coupe. Au cours de la saison 1938-1939, l'Association tchécoslovaque de football de l'époque organise pour la première fois une compétition de coupe nationale, mais après le premier tour et les accords de Munich la compétition est arrêtée.
En 1939-1940 a lieu la première Coupe tchèque (Czech Český Pohár ), remportée par le club de deuxième division, le SK Olomouc ASO. Cependant, la compétition était toujours en concurrence avec l'ancienne et populaire Coupe de football de Bohême-Centrale, qui s'est déroulée jusqu'en 1945. Le Slavia Prague a gagné en 1941 et 1942, et son rival, le Sparta Prague, a gagné en 1943 et 1944. En 1945, la Coupe tchèque était la seule compétition, car le championnat ne jouait pas à cause de la guerre. La compétition, également connue sous le nom de Coupe de Libération (Pohár osvobození), a été remportée par le Slavia Prague. En 1946, la Coupe tchèque a eu lieu pour la dernière fois et  remportée par le Sparta Prague. Ce n'est qu'en 1960 qu'une compétition de coupe nationale fut à nouveau créée avec la Coupe de Tchécoslovaquie.
Après la transformation de la Tchécoslovaquie en République tchèque et Slovaquie en 1969, les deux États organisent leur propre compétition. Les vainqueurs des deux compétitions se rencontrent en finale pour déterminer le vainqueur de la Coupe de Tchécoslovaquie, qui attribue une place en Coupe d'Europe des vainqueurs de coupe.
Après la dissolution de la Tchécoslovaquie en 1993 et l'indépendance de la République tchèque, les vainqueurs de la Coupe de Tchéquie sont directement qualifiés pour la Coupe d'Europe des vainqueurs de coupe puis à partir de 1999 pour la Coupe UEFA.
La finale a généralement eu lieu au Stade Evžen-Rošický à Prague. En 2005 et 2006, cette pratique a été abandonnée pour éviter de donner aux clubs pragois l'avantage du terrain, depuis 2010 la finale se joue en dehors de la capitale.

## Palmarès

### Palmarès par édition
| Année   | Vainqueur         | Finaliste         | Score              | Stade                      |
| ------- | ----------------- | ----------------- | ------------------ | -------------------------- |
| 1993-94 | Viktoria Žižkov   | Sparta Prague     | 2-2 (6 t.a.b. 5)   | Stadion Evžena Rošického   |
| 1994-95 | Hradec Kralové    | Viktoria Žižkov   | 0-0 (3 t.a.b. 1)   | Stadion Evžena Rošického   |
| 1995-96 | Sparta Prague     | Petra Drnovice    | 4-0                | Stadion Evžena Rošického   |
| 1996-97 | Slavia Prague     | FC Dukla Příbram  | 1-0                | Stadion Evžena Rošického   |
| 1997-98 | FK Jablonec       | Petra Drnovice    | 2-1                | Stadion Evžena Rošického   |
| 1998-99 | Slavia Prague     | Slovan Liberec    | 1-0                | Stadion Evžena Rošického   |
| 1999-00 | Slovan Liberec    | Baník Ratíškovice | 2-1                | Stadion Evžena Rošického   |
| 2000-01 | Viktoria Žižkov   | Sparta Prague     | 1-1 (2 t.a.b. 1)   | Stadion Evžena Rošického   |
| 2001-02 | Slavia Prague     | Sparta Prague     | 2-1                | Stadion Evžena Rošického   |
| 2002-03 | FK Teplice        | FK Jablonec       | 1-0                | Stadion Evžena Rošického   |
| 2003-04 | Sparta Prague     | Baník Ostrava     | 2-1                | Stadion Evžena Rošického   |
| 2004-05 | Baník Ostrava     | FC Slovacko       | 2-1                | Andrův Stadion             |
| 2005-06 | Sparta Prague     | Baník Ostrava     | 0-0 (4 t.a.b. 2)   | Stadion U Nisy             |
| 2006-07 | Sparta Prague     | FK Jablonec       | 2-1                | Stadion Evžena Rošického   |
| 2007-08 | Sparta Prague     | Slovan Liberec    | 0-0 (4 t.a.b. à 3) | Stadion Evžena Rošického   |
| 2008-09 | FK Teplice        | FC Slovácko       | 1-0                | Stadion Evžena Rošického   |
| 2009-10 | Viktoria Plzeň    | FK Jablonec       | 2-1                | epet Arena                 |
| 2010-11 | FK Mladá Boleslav | Sigma Olomouc     | 0-0 (6 t.a.b. à 5) | Stadion v Jiraskove ulici  |
| 2011-12 | Sigma Olomouc     | Sparta Prague     | 1-0                | Doosan Arena               |
| 2012-13 | FK Jablonec       | FK Mladá Boleslav | 2-2 (5 t.a.b à 4)  | Letni Stadion (Chomutov)   |
| 2013-14 | Sparta Prague     | Viktoria Plzeň    | 1-1 (8 t.a.b à 7)  | Fortuna Arena              |
| 2014-15 | Slovan Liberec    | FK Jablonec       | 1-1 (3 t.a.b à 1)  | Lokotrans Arena            |
| 2015-16 | FK Mladá Boleslav | FK Jablonec       | 2-0                | Stadion Na Stinadlech      |
| 2016-17 | Fastav Zlín       | SFC Opava         | 1-0                | Andrův Stadion             |
| 2017-18 | Slavia Prague     | FK Jablonec       | 3-1                | Lokotrans Arena            |
| 2018-19 | Slavia Prague     | Baník Ostrava     | 2-0                | Andrův Stadion             |
| 2019-20 | Sparta Prague     | Slovan Liberec    | 2-1                | Stadion U Nisy             |
| 2020-21 | Slavia Prague     | Viktoria Plzeň    | 1-0                | Doosan Arena               |
| 2021-22 | 1. FC Slovácko    | Sparta Prague     | 3-1                | Městský Stadion M. Valenty |
| 2022-23 | Slavia Prague     | Sparta Prague     | 2-0                | epet Arena                 |
| 2023-24 | Sparta Prague     | Viktoria Plzeň    | 2-1                | Doosan Arena               |
| 2024-25 | Sigma Olomouc     | Sparta Prague     | 3-1                | Andrův Stadion             |

### Palmarès par club
| Rang | Club              | Titres (éditions)                                  | Finales perdues (éditions)                   |
| ---- | ----------------- | -------------------------------------------------- | -------------------------------------------- |
| 1    | Sparta Prague     | 8 (1996, 2004, 2006, 2007, 2008, 2014, 2020, 2024) | 7 (1994, 2001, 2002, 2012, 2022, 2023, 2025) |
| 2    | Slavia Prague     | 7 (1997, 1999, 2002, 2018, 2019, 2021, 2023)       | 0                                            |
| 3    | FK Jablonec       | 2 (1998, 2013)                                     | 6 (2003, 2007, 2010, 2015, 2016, 2018)       |
| 4    | Slovan Liberec    | 2 (2000, 2015)                                     | 3 (1999, 2008, 2020)                         |
| 5    | Viktoria Žižkov   | 2 (1994, 2001)                                     | 1 (1995)                                     |
| 5    | FK Mladá Boleslav | 2 (2011, 2016)                                     | 1 (2013)                                     |
| 5    | Sigma Olomouc     | 2 (2012, 2025)                                     | 1 (2011)                                     |
| 8    | FK Teplice        | 2 (2003, 2009)                                     | 0                                            |
| 9    | Banik Ostrava     | 1 (2005)                                           | 3 (2004, 2006, 2019)                         |
| 9    | Viktoria Plzeň    | 1 (2010)                                           | 3 (2014, 2021, 2024)                         |
| 11   | FC Slovacko       | 1 (2022)                                           | 2 (2005, 2009)                               |
| 12   | FC Hradec Kralove | 1 (1995)                                           | 0                                            |
| 12   | FC Zlin           | 1 (2017)                                           | 0                                            |
| 14   | Petra Drnovice    | 0                                                  | 2 (1996, 1998)                               |
| 15   | FC Dukla Příbram  | 0                                                  | 1 (1997)                                     |
| 15   | Baník Ratíškovice | 0                                                  | 1 (2000)                                     |
| 15   | SFC Opava         | 0                                                  | 1 (2017)                                     |